# Lista de reitores da Universidade Federal de Ouro Preto
Lista de reitores da Universidade Federal de Ouro Preto:

## Instituições formadoras

### Diretores da Escola de Farmácia de Ouro Preto (1839-1969)
| Nome | período                |
|      | Setembro de 1839 a ... |

### Diretores da Escola de Minas de Ouro Preto (1876-1969)
| Nome                               | período                             |
| Claude-Henri Gorceix               | Outubro de 1876 a Outubro 1891      |
| Archias Eurípedes da Rocha Medrado | Outubro de 1891 a agosto de 1900    |
| Joaquim Cândido da Costa Sena      | Agosto de 1900 a 1919               |
| Augusto Barbosa da Silva           | 1919 a 1927                         |
| Domingos Fleury da Rocha           | 1927 a 1930 e 1945 a 1956           |
| Clodomiro Augusto de Oliveira      | 1930 a 1931                         |
| Gastão Gomes                       | 1931 a 1943                         |
| José Barbosa da Silva              | 1943 a 1945                         |
| Salathiel Torres                   | 1956 a 1962                         |
| Joaquim Maia                       | 1962 a setembro de 1964             |
| Jair Carvalho da Silva             | Setembro de 1964 a dezembro de 1964 |
| Rômulo Soares Fonseca              | Dezembro de 1964 a março de 1968    |
| Antônio Pinheiro Filho             | Março de 1968 a maio de 1972        |

## Reitores da Universidade Federal de Ouro Preto (a partir de 1969)
| Nome                               | período                                         |
| Antônio Pinheiro Filho             | Agosto de 1969 a setembro de 1971               |
| Orlando Magalhães Carvalho         | Setembro de 1971 a outubro de 1971              |
| Geraldo Parreiras                  | Outubro de 1971 a outubro de 1975               |
| José Campos Machado Alvim          | outubro de 1975 a janeiro de 1976               |
| Theódulo Pereira                   | Janeiro de 1976 a junho de 1979                 |
| Antônio Fagundes de Sousa          | Junho de 1979 a julho de 1982                   |
| Maurício Lanski                    | Julho de 1982 a dezembro de 1984                |
| Fernando Antônio Borges Campos     | Dezembro de 1984 a dezembro de 1988             |
| Cristóvam Paes de Oliveira         | Dezembro de 1988 a dezembro de 1992             |
| Renato Godinho Navarro             | Dezembro de 1992 a dezembro de 1996             |
| Antônio Lima Bandeira              | Dezembro de 1996 a fevereiro de 1997            |
| Dirceu do Nascimento               | Fevereiro de 1997 a fevereiro de 2005           |
| João Luiz Martins                  | Fevereiro de 2005 a fevereiro de 2013           |
| Marcone Jamilson Freitas Souza     | Fevereiro de 2013 a fevereiro de 2017           |
| Cláudia Aparecida Marliére de Lima | Fevereiro de 2017 a - fevereiro de 2020 (atual) |